# Navikulář

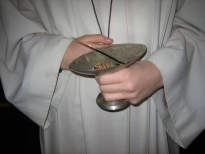
Navikulář s loďkou

Navikulář nebo řidčeji naviculář (latinsky navicularius) je ministrant, který při bohoslužbách nosí loďku s kadidlem. Při vstupním průvodu jde vpravo od navikuláře turiferář nesoucí kadidelnici a až za nimi krucifer s procesním křížem.